# Ювенильный гормон

Химические формулы ювенильных гормонов насекомых

Ювенильные гормоны — гормоны насекомых, регулирующие их постадийное развитие, вырабатываются прилежащими телами (corpora allata). Ювенильные гормоны, способствуя развитию и росту личиночных органов, тормозят метаморфоз, являются антагонистами гормонов экдизонов, стимулирующих линьку и метаморфоз. По химической природе — изопреноиды-сесквитерпены. Впервые обнаружены в 1956 году американским энтомологом К. Уильямсом в брюшке самцов бабочки Hyalophora cecropia.
Выделение, установление строения и первый химический синтез ювенильного гормона осуществлены группой американских учёных в 1967—1969.

## Физиологические свойства
Ювенильные гормоны вырабатываются у насекомых как с полным, так и с неполным превращением. Биосинтез и секреция ювенильного гормона осуществляются прилежащими телами (corpora allata) и начинаются под действием белкового активационного гормона, вырабатываемого нейросекреторными клетками мозга, с момента вылупления личинки из яйца. Концентрации ювенильных гормонов в организме очень малы — 10−1−10−2 мкг/г, в гемолимфе они связаны с белками-носителями. Синтез ювенильных гормонов снижается в периоды линек, и при переходе насекомого в стадию имаго.
В течение личиночного периода ювенильный гормон тормозит активность другого гормона — экдизона, который стимулирует рост личинки, ускоряет её линьку, и таким образом поддерживает нормальное развитие личинки до полной зрелости. Торможение осуществляется, по-видимому, путём репрессии генов. Если в период, перед линькой и предшествующему ей выделению экдизонов в гемолимфу, концентрация ювенильных гормонов превосходит пороговый уровень, то вызываемая экдизоном линька имеет личиночный характер, в противном случае - куколочный или имагинальный. При последовательных линьках секреция ювенильного гормона постепенно уменьшается и на последней личиночной стадии резко затормаживается, в результате чего личинка под действием экдизона превращается в куколку. 
Так, удаление прилежащих тел, синтезирующих ювенильный гормон у личинок шелкопряда Samia cecropia ведет к метаморфозу в миниатюрное взрослое насекомое.
Таким образом сбалансированное взаимодействие ювенильного гормона и экдизона обеспечивает нормальное развитие насекомых. Ювенильный гормон проявляет также гонадотропную активность, влияет на диапаузу, стимулирует у некоторых насекомых выработку половых феромонов. Активностью ювенильного гормона обладают и другие изопреноиды, в частности ювабион, а также многие синтетические аналоги.

## Структура и свойства
Основой структуры ювенильных гормонов является сексвитерпеновый скелет - они формально могут быть рассмотрены как производные фарнезола, в которых метильная группа в положениях C-3, C-7 и C-11 может быть замещена этильной; в номенклатуре IUPAC ювенильные гормоны рекомендуется именовать как метилзамещенные производные фарнезола с указанием, по необходимости, пространственной конфигурации замещения ω-изопренильного звена.
Ювенильные гормоны представляют собой бесцветные оптически-активные вязкие масла, нерастворимые в воде.

## Применение
Применение ювенильного гормона и его аналогов в качестве инсектицидов, нарушающих нормальное развитие насекомых, даёт положительные результаты в борьбе с гусеницей хлопковой совки и другими опасными вредителями сельскохозяйственных растений и лесных пород. Hедостаток этих инсектицидов заключается в том, что максимум их эффективности приходится лишь на непродолжительный период превращения незрелой особи в зрелую. У некоторых высших растений обнаружены антагонисты ювенильного гормона, так называемые прекоцены (от англ. precoceous — «скороспелый»), вызывающие преждевременный метаморфоз личинок, бесплодие и аномальное протекание диапаузы у насекомых. Прекоцены перспективны как «антигормональные» инсектициды.